# Jebel Moya
Jebel Moya es un  yacimiento arqueológico al sur de Gezira, Sudán que data del siglo I al IV d. C. El sitio constituye el cementerio pastoril más grande de África con más de 3 000 enterramientos excavados a 2014.
Las excavaciones en la zona fueron iniciadas por Henry Wellcome entre 1911 y 1914.

## Galería

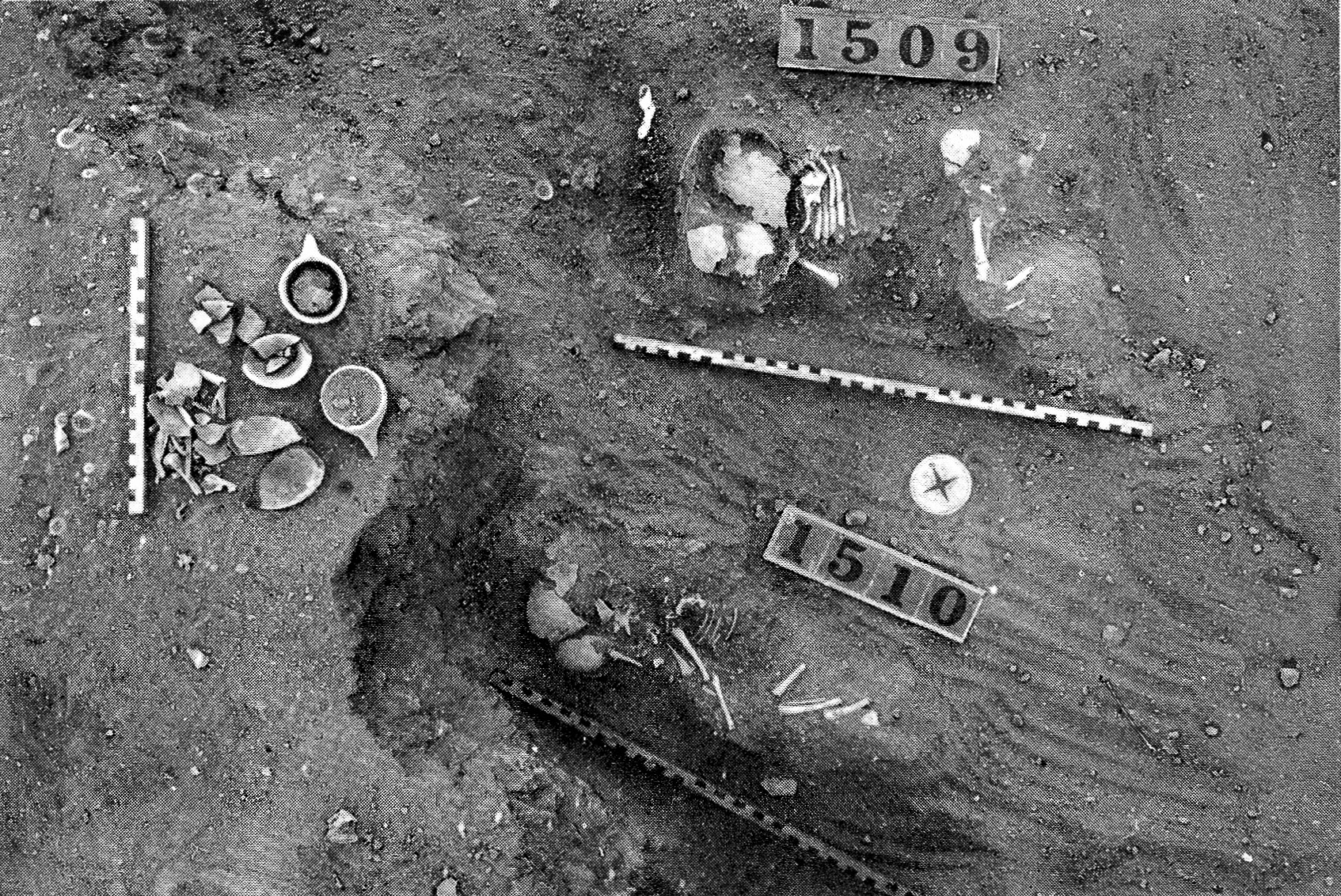
Excavación en Jebel Moya. Colección Wellcome.
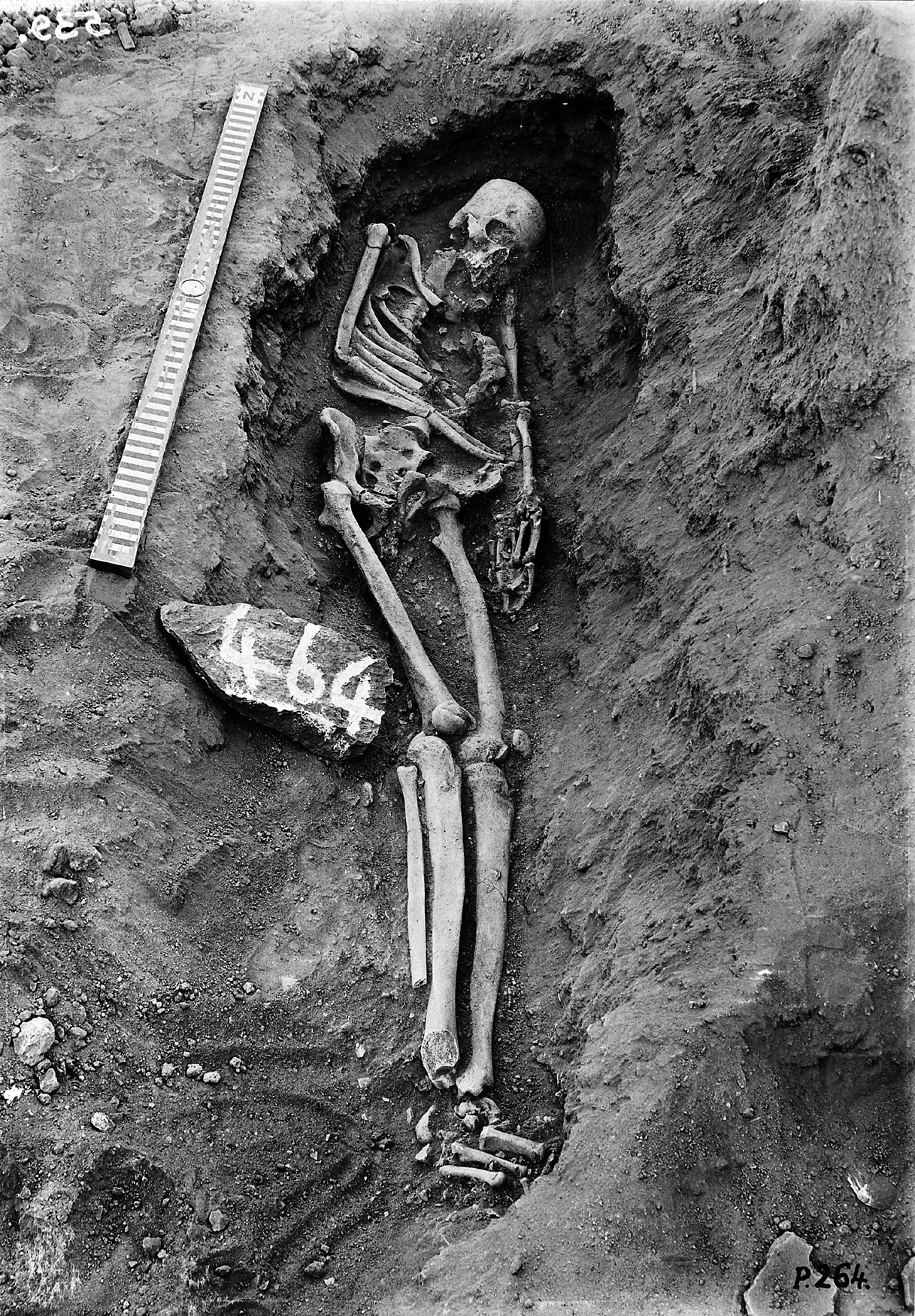
Esqueleto encontrado in situ en Jebel Moya. Colección Wellcome.
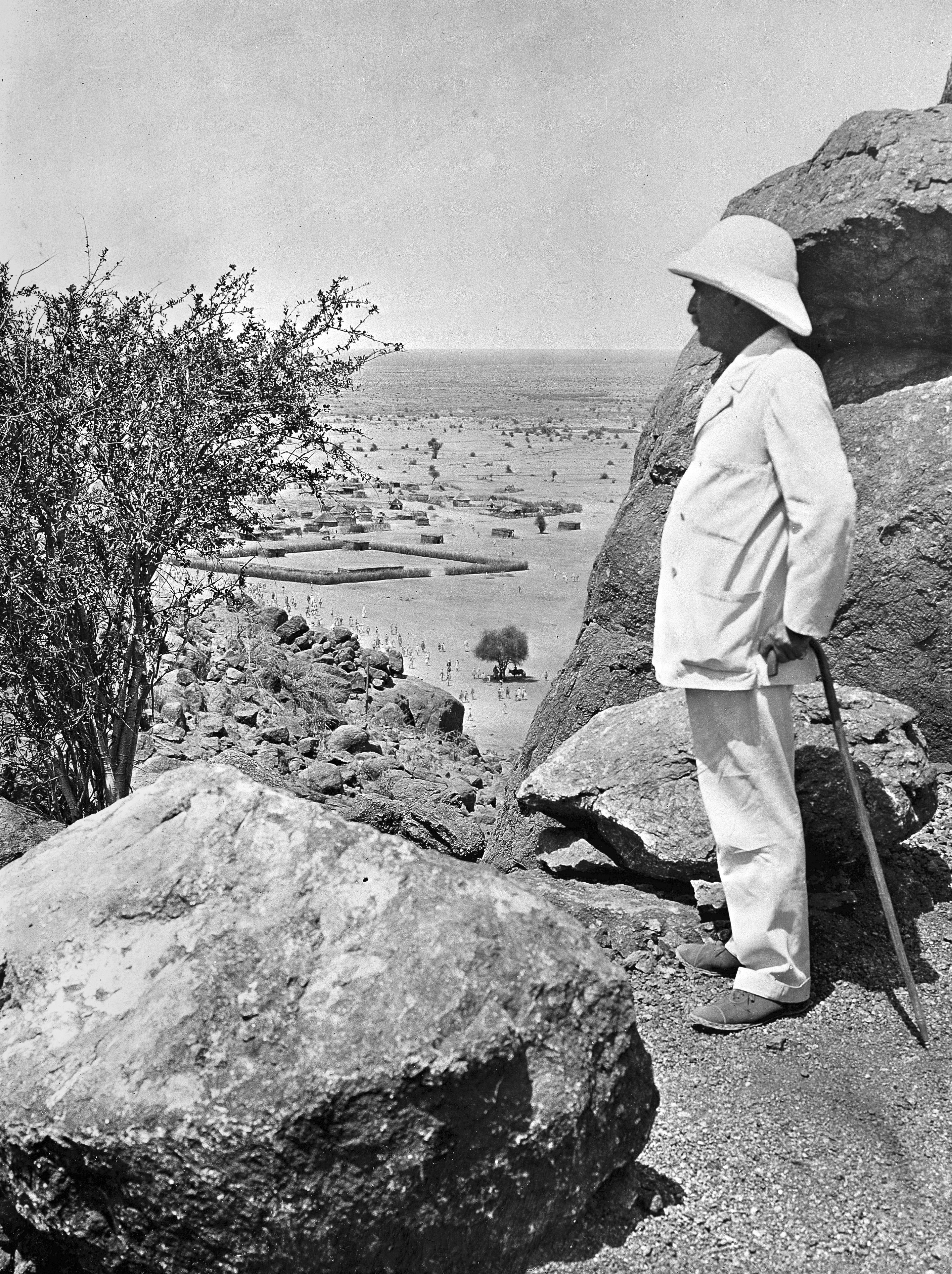
Sir Henry Wellcome en Jebel Moya. Colección Wellcome.

- Datos: Q55640121